# Lynne Frederick
Lynne Maria Frederick (* 25. Juli 1954 in Hillingdon, England; † 27. April 1994 in Los Angeles, Kalifornien) war eine britische Schauspielerin.
Frederick erregte durch ihr Privatleben nahezu ebenso großes Aufsehen wie durch ihre filmische Karriere. Letztere begann 1970 und führte zunächst zu einer Reihe von Kostümfilmen. Sie war jedoch auch in Horror- und Science-Fiction-Filmen zu sehen; viele Fernsehfilme, zwei Italowestern und schließlich Der Gefangene von Zenda mit Peter Sellers finden sich ebenfalls in ihrer Filmografie.
1977 wurde sie Peter Sellers’ vierte und letzte Ehefrau, die bei seinem Tod fast dessen gesamtes Vermögen erbte, obwohl sich Gerüchte um eine bevorstehende Trennung breit gemacht hatten. Schon zu seinen Lebzeiten war ihr vorgeworfen worden, ihn nur wegen seines Vermögens geheiratet zu haben. Nach seinem Tod ging sie zwei weitere Ehen ein; zunächst mit David Frost – diese hielt nur ein Jahr. Aus ihrer letzten Ehe, die 1991 geschieden wurde, ging eine Tochter hervor. Nach Fredericks Tod im Alter von 39 Jahren erbte ihre Mutter das gesamte Vermögen. Ihre Asche wurde im Golders Green Crematorium in London neben der von Peter Sellers beigesetzt.

## Filmografie (Auswahl)
- 1971: Nikolaus und Alexandra (Nicholas and Alexandra)
- 1972: Heinrich VIII und seine sechs Frauen (Henry VIII and his six wives)
- 1972: Circus der Vampire (Vampire circus)
- 1972: Die Wunder des Herrn B (The amazing Mr Blunden)
- 1972: Das Gespenst von Canterville (The Canterville ghost) (TV)
- 1974: Phase IV (Phase IV)
- 1975: Die Rotröcke (Giubbe rosse)
- 1975: Verdammt zu leben – verdammt zu sterben (I quattro dell'apocalisse)
- 1976: Mondbasis Alpha 1 (Space: 1999) (TV-Serienepisode)
- 1976: Reise der Verdammten (Voyage of the damned)
- 1979: Der Gefangene von Zenda (The Prisoner of Zenda)